# Marc Bartra i Aregall
Marc Bartra i Aregall (Sant Jaume dels Domenys, 15 de gener de 1991) és un futbolista professional català que juga com a defensa al Reial Betis.
Va arribar al Futbol Club Barcelona el 2002, després d'acabar el segon any com a aleví a l'Espanyol. Des de llavors va progressar per les categories inferiors del Barça, i va debutar amb el primer equip el 14 de febrer del 2010, jugant contra l'Atlètic de Madrid.
 Va jugar al Barça 103 partits, amb sis gols, al llarg de set temporades en què va guanyar 13 títols, inclosos cinc de La Liga. El 2016, va marxar al Borussia Dortmund per 8 milions d'euros, i allà hi va guanyar una DFB-Pokal en la seva primera temporada. Posteriorment va marxar al Betis el 2018, amb el qual va guanyar la Copa del Rei el 2022.
És internacional amb la selecció catalana i també amb la selecció espanyola.
Bartra va guanyar el Campionat d'Europa sub-21 el 2013, amb la selecció espanyola de futbol sub-21. Va debutar amb la selecció absoluta el 2013, i hi va disputar la Euro 2016.

## Característiques
És un central que destaca pel joc aeri, la sortida de pilota, el desplaçament i la col·locació; fa cobertures als laterals i participa en jugades a pilota parada en atac.

## Carrera de club

### FC Barcelona
Després d'un breu pas per l'Espanyol (temporada 2001-02), va entrar a la Masia el 2002, amb onze anys. La polivalència és una de les seves grans armes. Pot jugar de central per totes dues bandes o fins i tot de lateral dret. Molt ràpid al creuament, destaca per la seva capacitat de lluita i sacrifici i pel seu potent joc aeri.
El 14 de febrer de 2010, Pep Guardiola el va fer debutar a primera divisió contra l'Atlètic de Madrid.
En l'última jornada del torneig espanyol de la temporada 2010-11, en què el FC Barcelona es va proclamar campió, va marcar, de cap, el seu primer gol amb el Barça, que establia el 3-1 definitiu enfront del Málaga CF.
En la temporada 2012-2013, Marc obté fitxa del primer equip, amb una clàusula en l'última renovació del contracte que el lliga al club fins al 2015. Debuta en competició europea amb el FC Barcelona el 23 d'octubre de 2012, en un partit corresponent a la tercera jornada de la primera ronda de la Champions League contra el Celtic Football Club. Bartra afirma que aquest ha estat el seu millor dia al FC Barcelona.
El novembre del 2012, Bartra va ser premiat com a millor defensa de la temporada 2011-12 de Segona Divisió.
El 18 de març de 2014 renova amb el Barça fins al juny de 2017, amb una clàusula de rescissió de 25 milions d'euros.
L'11 d'agost de 2015 va jugar com a suplent en el partit de la Supercopa d'Europa 2015, a Tbilissi, en què el Barça va guanyar el Sevilla CF per 5-4.

### Borussia Dortmund
El juny del 2016, el FC Barcelona va comunicar que el Borussia Dortmund li havia fet arribar la intenció d'abonar la clàusula de rescissió de Marc Bartra, que havia baixat de 40 milions d'euros a només 8 després que, la temporada anterior, el tècnic, Luis Enrique Martínez, no l'havia fet entrar en joc el nombre mínim de minuts, el 30%, que fixava el seu contracte. El 3 de juny Bartra fou traspassat al Borussia Dortmund, i hi va signar contracte per quatre anys.
L'11 d'abril de 2017, Bartra va resultar ferit arran d'una explosió a prop de Höchsten, quan anava en l'autocar del seu equip a participar en el partit de quarts de final de la Champions League contra l'AS Monaco, un incident que posteriorment va descriure com a "els 15 minuts més llargs de la meva vida". El 10 de maig de 2017 va retornar als entrenaments, 29 dies més tard de la seva operació. Bartra va tornar a jugar el 13 de maig de 2017 en un empat a fora contra l'FC Augsburg. El 27 de maig de 2017, Bartra, que havia estat titular a la final de la copa alemanya contra l'Eintracht Frankfurt, va guanyar el seu primer títol amb el Borussia, en vèncer el partit per 2-1.

### Betis
El 30 de gener de 2018, Bartra fou traspassat al Reial Betis amb un contracte per cinc anys i mig, i a canvi d'uns 8 milions d'euros. Va marcar el seu primer gol amb el Betis el 12 de maig, avançant el seu equip en un partit que va acabar 2–2 a casa contra el Sevilla FC.

### Trabzonspor
El 14 d'agost de 2022, Bartra va fitxar pel Trabzonspor de la Süper Lig turca per 1,25 milions d'euros. Va debutar dos dies després a l'anada de l'eliminatòria de repesca de la Lliga de Campions contra el F.C. Copenhaguen, com a suplent en una derrota per 2-1. El seu primer gol va arribar el 18 de setembre, en el temps afegit de la victòria per 3-2 a casa davant el Gaziantep FK. El 28 de desembre, va empatar a domicili davant el Fatih Karagümrük S.K., però va ser expulsat amb targeta vermella directa abans del descans en una derrota per 4-1.
Bartra va deixar la Ciutat Esportiva Şenol Güneş l'11 de juliol de 2023, de mutu acord.

### Retorn al Betis
El 24 de juliol del 2023, Bartra es va reincorporar al Betis amb un contracte d'un any. A l'octubre, se li va diagnosticar la síndrome de Haglund al tendó d'Aquil·les de la cama dreta i es va perdre diversos mesos.

## Internacional

### Catalunya

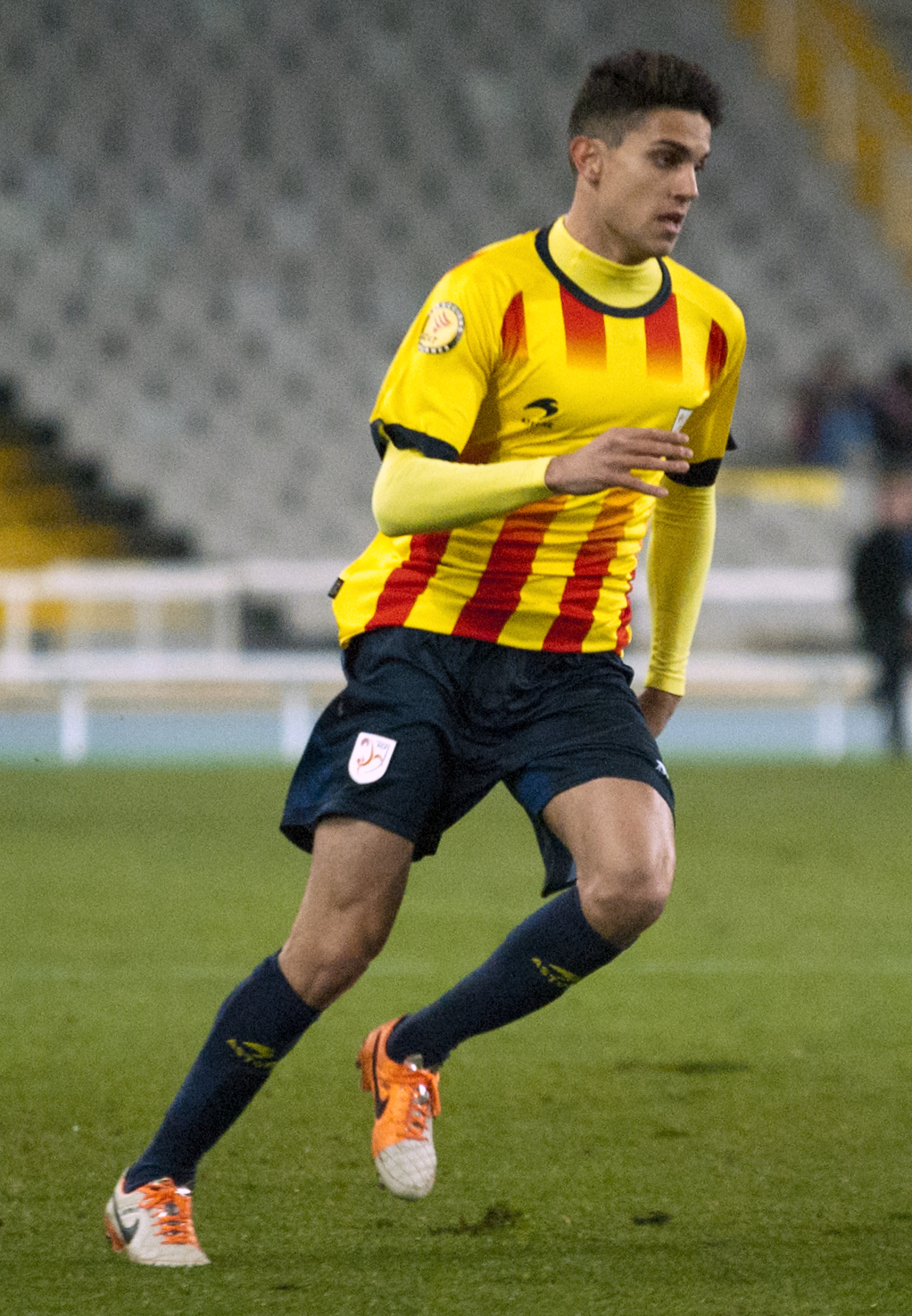
Marc Bartra, amb Catalunya durant el partit contra Cap Verd.

Bartra és habitual en la selecció catalana.
El 3 de gener de 2013 va disputar amb la selecció catalana el Trofeu Catalunya Internacional 2012,  contra la selecció de Nigèria, un partit disputat a l'Estadi de Cornellà-El Prat, que va acabar en empat a 1.
El 30 de desembre de 2013 va disputar amb la selecció catalana el Trofeu Catalunya Internacional 2013, un partit contra la selecció de Cap Verd, un partit disputat a l'Estadi Olímpic Lluís Companys de Barcelona, que va acabar amb victòria de la selecció catalana per 4 gols a 1.
El 25 de març de 2019 va disputar amb la selecció catalana el partit contra Veneçuela, que va acabar amb victòria catalana per 2 a 1, a Montilivi.
El maig de 2022 Gerard López el va convocar per disputar el partit Catalunya – Jamaica a Montilivi, una victòria per 6-0 en què Bartra fou titular, va fer de capità, i a més va marcar el tercer gol de l'equip.

### Espanya
Va debutar amb la selecció espanyola en la categoria sub-18 i l'estiu del 2010 va entrar a la convocatòria de la Sub-19 per a l'Europeu, disputat a la regió de la Baixa Normandia. En aquesta edició de l'Europeu Sub-19 hi va fer una actuació molt bona, juntament amb tot l'equip, encara que van ser derrotats per França en la final per 2-1.
El juliol del 2011 va participar amb Espanya en la Copa del Món de futbol Sub-20; ho va fer, a més, com a capità.
L'any 2013, Julen Lopetegui, entrenador de la Selecció Sub-21 d'Espanya, el va escollir per anar a l'Eurocopa Sub-21, que es disputaria a Israel i on va fer un gran paper i va jugar sempre de titular. L'equip va arribar fins a la final, en què es va enfrontar amb Itàlia. Finalment, Espanya es va alçar amb el títol guanyant per 4-2.
El novembre del 2013, Marc Bartra va ser convocat per Vicente del Bosque per als partits amistosos de la selecció espanyola amb Guinea Equatorial i Sud-àfrica. El 8 de setembre de 2014 va debutar, juntament amb Munir, amb la selecció espanyola absoluta en partit oficial. En aquell enfrontament, el combinat espanyol es va imposar a Macedònia per 5-1.

## Vida personal
És fill de la Montse Aregall i Josep Bartra, i té un germà bessó, l'Èric. El febrer de 2014, va començar a sortir amb la periodista esportiva de Telecinco, Melissa Jiménez.
El 10 de març de 2015 van anunciar que estaven esperant el seu primer fill, una nena. El 18 d'agost de 2015, neix la seva filla Gala Bartra Jiménez.
L'agost de 2016 va anunciar el seu compromís amb la seva parella, Melissa. El 18 de juny de 2017 i després de tres anys de relació contrau matrimoni amb Melissa Jiménez a Sant Jaume dels Domenys.
Mesos després del seu matrimoni amb Melissa, el dia 24 de desembre anuncia que està esperant una altra filla amb la periodista. El dia 25 d'abril de 2018, neix la seva segona filla, Abril Bartra Jiménez. El 26 d'octubre del 2019 neix el seu tercer fill, Max Bartra Jiménez.
El 05 de gener de 2022 es va confirmar la separació entre Marc Bartra i Melissa Jiménez després de 8 anys de relació, 5 de matrimoni i 3 fills en comú.
El gener del 2023, es va confirmar que mantenia una relació amb la model Jessica Goicoechea. El juliol del 2024, el tiktoker Abel Planelles va anunciar que s'havien separat, basant-se en fonts pròximes a la parella i sense confirmació oficial.

## Palmarès

### Club
FC Barcelona
- 1 Campionat del Món de Clubs de futbol (2015[46])
- 2 Lligues de Campions: (2010–11, 2014-15[47])
- 1 Supercopa d'Europa: (2015)[9]
- 5 Lligues espanyoles: 2009–10, 2010–11, 2012–13, 2014–15[48] i 2015-16[49]
- 3 Copes del Rei: (2011-12, 2014-15[50] 2015-16[51])
- 1 Supercopa d'Espanya: 2013

Borussia Dortmund
- 1 DFB-Pokal: 2016–17[19]

Real Betis Balompié
- 1 Copa del Rei: 2021-22

### Selecció
Espanya sub-21
- 1 Campionat d'Europa Sub-21: 2013[39]

## Estadístiques
- Actualitzat fins al 19 de juliol de 2020.

| Club                        | Temporada     | Lliga   | Lliga | Copa    | Copa | Internacional | Internacional | Total   | Total |
| Club                        | Temporada     | Partits | Gols  | Partits | Gols | Partits       | Gols          | Partits | Gols  |
| --------------------------- | ------------- | ------- | ----- | ------- | ---- | ------------- | ------------- | ------- | ----- |
| F.C. Barcelona B Catalunya  | 2009-10       | 30      | 1     | —       | —    | —             | —             | 30      | 1     |
| F.C. Barcelona B Catalunya  | 2010-11       | 28      | 1     | —       | —    | —             | —             | 28      | 1     |
| F.C. Barcelona B Catalunya  | 2011-12       | 23      | 0     | —       | —    | —             | —             | 23      | 0     |
| F.C. Barcelona B Catalunya  | Total         | 81      | 2     | —       | —    | —             | —             | 81      | 2     |
| FC Barcelona Catalunya      | 2009-10       | 1       | 0     | 0       | 0    | 0             | 0             | 1       | 0     |
| FC Barcelona Catalunya      | 2010-11       | 2       | 1     | 2       | 0    | 1             | 0             | 5       | 1     |
| FC Barcelona Catalunya      | 2011-12       | 1       | 0     | 0       | 0    | 1             | 0             | 2       | 0     |
| FC Barcelona Catalunya      | 2012-13       | 8       | 0     | 2       | 0    | 6             | 0             | 16      | 0     |
| FC Barcelona Catalunya      | 2013-14       | 20      | 1     | 6       | 1    | 4             | 0             | 30      | 2     |
| FC Barcelona Catalunya      | 2014-15       | 14      | 1     | 5       | 0    | 6             | 0             | 25      | 1     |
| FC Barcelona Catalunya      | 2015-16       | 13      | 2     | 6       | 0    | 5             | 0             | 24      | 2     |
| FC Barcelona Catalunya      | Total         | 59      | 5     | 21      | 1    | 23            | 0             | 103     | 6     |
| B.V. Borussia Alemanya      | 2016-17       | 19      | 0     | 5       | 0    | 7             | 1             | 31      | 1     |
| B.V. Borussia Alemanya      | 2017-18       | 12      | 2     | 4       | 2    | 4             | 0             | 20      | 4     |
| B.V. Borussia Alemanya      | Total         | 31      | 2     | 9       | 2    | 11            | 1             | 51      | 5     |
| Real Betis Balompié Espanya | 2017-18       | 16      | 1     | 0       | 0    | —             | —             | 16      | 1     |
| Real Betis Balompié Espanya | 2018-19       | 33      | 1     | 7       | 0    | 6             | 0             | 46      | 1     |
| Real Betis Balompié Espanya | 2019-20       | 30      | 3     | 3       | 0    | —             | —             | 33      | 3     |
| Real Betis Balompié Espanya | Total         | 79      | 5     | 10      | 0    | 6             | 0             | 95      | 5     |
| Total carrera               | Total carrera | 250     | 14    | 40      | 3    | 40            | 1             | 330     | 18    |